# Gyalotingis
Gyalotingis is een geslacht van wantsen uit de familie van de Tingidae (netwantsen). Het geslacht werd voor het eerst wetenschappelijk beschreven door Carl John Drake in 1960.

## Soorten
Het genus bevat de volgende soorten:

- Gyalotingis constanti Péricart, 2000
- Gyalotingis gressitti Drake, 1960